# Felsritzungen von Haugen
Die Felsritzungen von Haugen (norwegisch Helleristningene på Haugen) liegen etwa vier Kilometer südwestlich von Sandefjord im Fylke Vestfold in Norwegen. Das Feld in Haugen ist das größte der Region. Die Petroglyphen liegen an einem Nord-Süd-Hang, der steil nach Osten abfällt. Es besteht aus 78 Figuren (37 Schälchen (norwegisch skålgroper), 28 Schiffen oder Teile von Schiffen, 10 Spiralformen und einem Kreis). Die Bilder sind Zeugnisse der nordischen Bauernkultur. In Skandinavien gibt es auch Felsbilder der Jäger und Sammler (Felsritzungen bei Bøla).
Das größte Schiffsbild ist 1,7 Meter lang und hat einen Mast mit deutlich markierter Rah. In Dänemark wurden Reste des etwas jüngeren Hjortspringbootes gefunden, die an die Haugenbilder erinnern. Schiffsfiguren und Schälchen haben mit dem Fruchtbarkeitskult zu tun. Schälchen finden sich im Sandefjord-Distrikt auch in Bugården, Marumund und Sverstad.
Die dritte Figurengruppe im Haugenfeld sind 10 menschliche Figuren. Ihr Körper wird von einer Spiralfigur mit schemenhaften Beinen und einem Kopf. gebildet. Einige Köpfe haben Ringe in der Mitte (Augen?); einige haben Hörner (Hörner, Helmhörner). Das Spiralmotiv stammt aus der Bronzezeit. In manchen Zusammenhängen scheint es reinen Dekorationswert zu haben.
1961–1962 wurde das Haugenfeld mit modernen Methoden neu vermessen. Mit starken Scheinwerfern wurde in der Dunkelheit Schräglicht auf das Feld gerichtet. Durch die entstandenen Schatteneffekte wurden eine Reihe neuer Figuren entdeckt. Alle Figuren sind jetzt mit roter Farbe markiert.
In der Nähe liegen die Felsritzungen von Sverstad.